# Петров, Иван Петрович (Герой Социалистического Труда)
Иван Петрович Петров  (23 декабря 1905 — ?) — участник Великой Отечественной войны, Герой Социалистического Труда, старший производитель работ строительного треста № 16 Главленинградстроя исполкома Ленинградского городского Совета депутатов трудящихся.

## Биография
Родился 23 декабря 1905 года во Псковской области в семье крестьянина.
Окончив церковно-приходскую школу, он подрабатывал на разных ремонтных работах. Трудовую деятельность Иван Петрович начал в Торопецком леспромхозе Торопецкого уезда Псковской губернии.
В 1931 году по организационному набору он приехал в Ленинград, где стал работать в строительном тресте № 16 Главленинградстроя. Петров был плотником, бригадиром комплексной бригады, а также старшим прорабом. В 1937 году с отличием окончил строительный техникум.
Во время Великой Отечественной войны он участвовал в обороне Ленинграда. Иван Петрович строил заграждения, сооружения, площадки аэродромов. Он трудился слесарем, штукатуром, каменщиком и водопроводчиком. Петров восстанавливал с бригадой дома на улице Плеханова и Малой Охте.
После войны его направили на строительство Куйбышевской гидроэлектростанции. Там он занимался внедрением хозрасчёта в комплексных бригадах.
После возвращения в Ленинград Иван Петрович снова трудился в строительном тресте № 16 Главленинградстроя старшим прорабом.
Указом Президиума Верховного Совета СССР от 9 августа 1958 года за успехи, достигнутые в строительстве и промышленности строительных материалов, Петрову Ивану Петровичу было присвоено звание Героя Социалистического Труда, а также вручены орден Ленина и золотая медаль «Серп и Молот».
В 1964 году он вышел на пенсию, но продолжал трудиться в тресте «Пищестроймонтаж».
Дата смерти Ивана Петровича не установлена.

## Награды
- Орден Ленина (09.08.1958);
- Орден Отечественной войны II степени (20.10.1987)[2].